# Спасённый из орлиного гнезда
«Спасённый из орлиного гнезда» (англ. Rescued from an Eagle's Nest, 1908) — немой американский короткометражный художественный фильм с участием Дэвида Гриффита.

## Сюжет
Дочь горца попадает в гнездо орла. Отцу приходится вырывать ребёнка из когтей хищной птицы.

## В ролях
- Джинни Фрейзер — ребёнок
- Дэвид Гриффит — отец
- Генри Вольтхолл
- Мисс Эли